# AZ-BEAT
AZ-BEAT（アズビート）は、1999年2月から2008年6月28日までJ-WAVEで放送されていたラジオ番組。ここでは、前身である、AZ-WAVEについても記述する。

## 概要
タイトル中の“BEAT”のとおり、ビート感のある洋楽をノンストップで流していた。男性による、番組名・曲名等の簡単な英語ナビゲートがあったが、WEB上で情報が一切公開されておらず、氏名等は一切不明である。途中、LIFE INFORMATIONとCMが挿入された。
この番組はJ-WAVE開局当初から放送していた、AZ-WAVE（下段参照）の流れを汲むもので、開始当初は土曜9回・日曜9回と週末に複数回放送され、雰囲気の異なる番組間をつなぐ役割も果たしていた。1997年（当時はAZ-WAVE）から2000年にかけて、土曜深夜28:30-29:00（日曜早朝4:30-5:00）のAZ-BEATは石野卓球によるノンストップDJミックスを放送していた。

## 放送時間・放送回数の変遷
1999年4月改編時点では、次の時間帯に放送されていた。
- 1999年4月-9月時点

土曜日　12:30-13:00、14:30-15:00、16:30-17:00、18:00-18:30、19:30-20:00、21:00-21:30、22:30-23:00、28:30-29:00(日曜4:30-5:00)
日曜日　9:30-10:00、11:00-11:30、12:30-13:00、17:00-17:30、18:30-19:00、20:00-20:30、21:30-22:00、25:30-26:00(月曜1:30-2:00)
しかし週末の番組編成の整理改編に伴い、2000年4月改編時には土曜2回・日曜6回、同年10月改編時には土曜1回・日曜4回、2003年10月改編時には土曜1回・日曜2回と、それぞれ放送枠が減少された。そして、2004年4月以降は週1回・30分の放送となっていた。THE CLICKERSの放送開始に伴い2008年6月限りで終了となった。

## 番組の流れ
番組終了時点のもの
- 16:30 SUPER LINE'J'からステーションブレイクなしでWEATHER INFORMATION。

スペシャルウィーク中は秀島史香による土曜日の番組情報の後WEATHER INFORMATION。
- 16:35頃-16:45頃 AZ-BEAT 第1部
- 16:45頃- HEADLINE NEWS
- 16:49頃-16:55頃 AZ-BEAT 第2部
- 16:55頃- TRAFFIC INFORMATION

## AZ-WAVE
AZ-WAVE（アズウェイブ）は、1988年10月から2000年3月までJ-WAVEで放送されていたラジオ番組である。

### 概要
個性の強い各番組間の流れを調和させるとともに、時間の流れを断ち切らないという局コンセプト維持の目的で、平日の夜と土・日のほぼ終日に、各20～30分間設けられた、ノンストップ・ミュージック・ゾーンである。当初は、掛かる楽曲はフュージョン、スムースジャズやニューエイジ系などのインストゥルメンタルのものが主流であった。
タイトル中の“AZ”は、当時J-WAVEの局舎が存在した西麻布を指すものとされる。なお、前述のAZ-BEATに移行後の2003年に、局舎が西麻布から六本木ヒルズに移転している。
当初はナビゲーターが付けられておらず、CMに入る前に、局名や局コンセプトの英語ナレーションが入る程度で、番組名のコールは無い状態であったが、1990年代後半に入ってから、ルーシー・ケント、南美布、福ノ上達也等のナビゲーターが付けられた。
1999年に、土・日曜の放送枠をAZ-BEATに変更し、平日に残った22:30-23:00と23:30-24:00（但し、それぞれ、BMW SENSE & EMOTIONと、DoCoMo BEAT ON THE ROADというミニ番組を内包しており、当初のコンセプトの番組としては殆ど消滅状態であった）の枠は、2000年3月に終了した。

## 関連番組
- VOICE...
- 'AZ'-STATION J-WAVE